# Lonan
Lonan è una parrocchia dell'Isola di Man situata nello sheading di Garff con 1.533 abitanti (censimento 2011).
È ubicata nella parte orientale dell'isola con un territorio e la costiera prevalentemente montagnosa. Il punto più elevato della parrocchia è il Mullagh Ouyr alto 491 metri.